# 独山 (河南省)
独山（どくざん、どくさん、拼音: Dú Shān ドゥシャン）は、中国語で孤立した丘を意味する言葉で、中華人民共和国河南省南陽市の近郊にある小さな山である。古くは、豫山といい、南陽市の市街地から北東に3キロメートルほどのところに、4平方キロメートルほどの面積で位置している。

## 鉱業
この丘は、ヒスイ（翡翠）に似た石であるソーシュライトを豊富に産出する。しかし、「独山翡翠 (Dushan jade)」という通称は誤解を招くものである。この石は、中国の新疆ウイグル自治区で産出するネフライト、すなわちカルシウムとマグネシウムのケイ酸塩鉱物とも、ミャンマーで産出するジェダイト（ヒスイ輝石）、すなわちナトリウムとアルミニウムのケイ酸塩鉱物とも異なり、本物のヒスイではない。この石は、長石と緑簾石の細粒が混合したものである。現在、この石は「独山翡翠」、「スイス翡翠」（スイスの鉱物学者が命名したことによる）、「南陽翡翠」などの名称で売買されている。

## 地域文化
中国暦の3月3日には、地元の人々がこの山に登る風習がある。
独山は、道教と仏教の聖地であり、明代に建立された「祖師宮」がある。独山の東麓には「豫山禅寺」があり、『南陽府志』によれば、中国最古の寺院とされる洛陽の白馬寺よりは120年ほど遅いが、後漢代の189年の建立という。